# Five Nights at Freddy's
Five Nights at Freddy's (скорочено FNaF) — франшиза відеоігор, створених та опублікованих Скоттом Коутоном для Microsoft Windows, iOS, та Android.
Франшиза розповідає про містичні події в піцерії «Freddy Fazbear's Pizza», що нагадує «Chuck E. Cheese's» та «ShowBiz Pizza Place». У перших трьох іграх гравець постає в ролі нічного сторожа в тій самій піцерії (в третій частині — та ж піцерія, але спалена), де він повинен використовувати інструменти та відеокамери, щоб на нього не напали роботи-аніматроніки, стилізовані під звірят, що хочуть вбити гравця. У четвертій грі події відбуваються в будинку дитини, яка захищається від галюцинацій-аніматроніків, бігаючи по кімнаті і закриваючи двері. П'ята гра проходить на станції техобслуговуванні, що належить дочірній компанії Freddy Fazbear's Pizza. Гравець виступає в ролі охоронця-техніка, якому щоночі треба виконувати завдання, отримані від ШІ. У шостій частині гравець стає директором піцерії, яку він повинен прикрасити, а також повинен знову стати нічним охоронцем, як і в перших частинах.
Серія отримала популярність вже після виходу найпершої гри. За франшизою було випущено 6 книг: три романи («Срібні очі», «Неправильні», «Четверта шафа»), керівництво за проходженням («Файли Фредді») в двох версіях і артбук («Журнал за виживанням»). Також планується вихід трьох книг нової лінії оповідань — «Fazbear Frights» і версія роману «Срібні очі» у вигляді графічного роману. Крім усього цього, в 2023 році вийшов фільм за франшизою і існує реальний атракціон в Лас-Вегасі на тему ігор. Франшиза увійшла в геймерську книгу рекордів Гіннесса, як серія ігор, у якій за рік вийшла найбільша кількість сиквелів.

## Історія та розробка
Ідея гри з'явилася у Скотта Коутона через погані відгуки до його попередньої гри «Chipper & Sons Lumber Co.», де головного персонажа-бобра вважали схожим на страшну тварину-робота. Коутон, що розчарувався і раніше в основному розробляв християнські ігри, врешті-решт вирішив спеціально зробити щось страшне, так зародилася серія ігор Five Nights at Freddy's.
Коутон робив все сам, використовуючи для створення ігор Clickteam Fusion 2.5 та Autodesk 3ds Max для створення графіки. Але для FNaF World, Sister Location і Pizzeria Simulator він запросив професійних акторів озвучення, а також планує для випусків на консолі дати право переробити ігри іншим людям.
По франшизі, крім ігор, існують книги, мерчандайзінг і випущений повнометражний фільм.

## Геймплей
Основні частини франшизи є хоррором, де гравець стає співробітником персоналу, що працює в піцерії в нічну зміну, або дитиною, що захищається від аніматроніків. У разі поразки пропущений до протагоніста аніматронік нападе на нього з гучним криком, після чого гра завершиться (крім випадків нападу т. зв. фантомів у FNaF 3 і деяких аніматроніків в UCN і FNaF: SB). Щоб пройти гру, гравець має активно користуватися різними інструментами. У «класичній» серії ігор (FNaF 1-4) гравець протягом усього ігрового часу перебуває на одній і тій же локації та оглядає приміщення за допомогою камер відеоспостереження або неозброєним оком, у наступних іграх геймплей ускладнюється та стає різноманітнішим:
- У Five Nights at Freddy's гравець може користуватися двома дверима безпеки, коли аніматори знаходяться близько або існує ймовірність раптового нападу. Також у грі є камери для відстеження роботів. Гра ускладнює обмежений запас енергії, який виснажується через працююче освітлення та вентилятор, а також при використанні дверей і камер для стеження за аніматорами та включенні світла в коридорах, щоб відстежити їхнє розташування. У разі виснаження запасу енергії гравець гине від рук головного антагоніста, який ще деякий час рухатиметься до офісу охорони та програватиме мелодію «марш Тореадора». Якщо гравець не рухатиметься, то антагоніст може навіть дограти мелодію до кінця, але якщо протагоніст постійно мотатиметься з боку в бік, музика може обірватися вже на початку. Також у грі є прихована 8-ма ніч, пройти яку практично неможливо через надвисоку активність аніматроніків.
- У Five Nights at Freddy's 2 з інструментів минулої частини залишається тільки система камер відеоспостереження та додаткового освітлення, що активується, з обмеженим запасом енергії, яке тепер працює не тільки в офісі, але і в камерах відеоспостереження. Новим ігровим елементом є маска Фредді, що дозволяє обдурити більшість аніматроніків та змусити їх залишити кімнату охорони ні з чим. При виснаженні запасу енергії для освітлення (при надактивному використанні або упущенні Хлопчика з кульками, що відбирає у гравця батарейки від ліхтарика) гра не завершується, але протагоніст стає вразливим для атак одного з двох роботів, несприйнятливих до маски Фредді. Для першого потрібно світити у нього ліхтариком (Поламаний Фоксі), а другий такий робот (Маріонетка) вимагає постійної підзарядки музичної скриньки, при замовканні якої через деякий час він нападає на протагоніста. Іноді після програшу з'являються 8-бітні міні-ігри, що розкривають сюжет.
- У Five Nights at Freddy's 3 ліхтарик і маска Фредді більше не використовуються, проте з'являється система докладного огляду та блокування вентиляцій, а також звуковий пристрій, що дозволяє відвернути головного антагоніста від шляху до нічного охоронця. Через низьку надійність, обладнання схильне виходити з ладу при надмірному використанні, через напад фантомів, які не вбивають гравця, або самостійно. У разі виліту системи гравець не зможе користуватися деякими пристроями або його огляд поступово затемнятиметься і повертатиметься в норму, що дозволяє головному антагоністу гри переміщатися та атакувати, будучи непоміченим. Для протистояння поломкам гравець має систему ремонту, що дозволяє привести в нормальний стан зламані системи. Є 8-бітові міні-ігри, що дозволяють при правильному проходженні отримати секретну кінцівку. Для їх появи необхідно на певних ночах виконати деякі дії (у мобільній версії міні-ігри з'являються після кожної пройденої ночі, крім 6-ї та 7-ї ночей).
- У Five Nights at Freddy's 4 більшість ігрових елементів сильно змінено: гравець повинен пересуватися по своїй кімнаті і оглядати ліжко, шафу та коридори, відлякуючи кошмари світлом ліхтарика або закриттям дверей. В останніх ночах після деякого ігрового часу всі кошмари замінюються на одного або двох, здатних переміщатися по всій ігровій локації, через що геймплей стає ще більш складним і непередбачуваним. Також після кожної з сюжетних ночей гравець може пройти 8-бітну міні-гру, що розповідає про попередні події, і міні-гру «Веселля з Плюштрапом», після виграшу в якій ігровий час починається не рівно з півночі, а трохи пізніше. У разі поразки гра починається як завжди (гравець не гине).
- Спін-офф FNaF World став RPG, де можна грати за мультяшних аніматроніків, що борються за окуляри досвіду.
- Five Nights at Freddy's: Sister Location нагадує більше інтерактивне кіно з не найяскравішою свободою дій, ніж звичайну гру серії. Гравцеві належить виконувати вказані допоміжними ІІ дії для успішного завершення ночі. Втім, іноді гравець змушений дотримуватися вказівок головного антагоніста, який спочатку здається союзником. У разі непокори в останній ночі та її «неправильного» проходження, а також попереднього «правильного» проходження міні-ігри гравець може отримати альтернативну кінцівку, яка в будь-якому випадку є помилковою. Також після повного проходження гри відкривається доступ до режиму «Своєї ночі», схожому за задумом на режими «Своєї ночі» попередніх ігор франшизи.
- У Freddy Fazbear's Pizzeria Simulator гравець у «денний час» керує власною піцерією, покращуючи її та розміщуючи на її території різні атракціони різного ступеня популярності та ризику відповідальності: деякі з таких можуть містити «розплавлених» аніматроніків. У «нічний час» гравець займається рутинною роботою перед системами замовлення витратного обладнання/послуг із супутнім протистоянням «розплавленим» аніматронікам, які перебувають у піцерії, у разі підбору їх на алеї або купівлі атракціонів, що їх містять. Після роботи гравець переходить у т.н. кімнату порятунку, де він може після низки дій забрати знайденого на алеї «розплавленого» аніматроніка (якщо він не робив цього в «денний час»), заробляючи додаткові фінансові засоби для гри, ускладнюючи собі гру на наступних ночах, але при підборі всіх 4 аніматроніків, отримуючи справжню кінцівку гри. Якщо в піцерії розміщені атракціони з ризиком відповідальності, іноді після «порятунку» гравцеві доведеться розбиратися із судовими позовами, які також можуть впливати на закінчення.
- Ultimate Custom Night являє собою об'єднання перших 7 ігор в Custom Night режимі. Геймплей гри будується на налаштуванні своєї власної ночі, задаючи інтелект кожному із 50 запропонованих аніматроніків. Також у грі є вже складені набори гри. Смертельну небезпеку становлять не всі з них, деякі потрібні просто для ускладнення геймплею за рахунок шкоди системам огляду або захисту, а деякі додають в ніч не доданого раніше аніматора з загального меню налаштування, також іноді можуть додати і одного з секретних аніматорів, а з дуже рідкісним шансом (або зі 100 % ймовірністю у разі гри з усіма доступними аніматроніками відразу на максимальній складності)— відразу всіх секретних аніматроніків, крім одного, що активується окремо. UCN — гра з найбільшою кількістю аніматроніків. Її можна вважати найкоротшою грою: всього після однієї виграної ночі (за деяких спеціально підготовлених обставин) гравець може отримати «кінцівку».
- Five Nights at Freddy's: Help Wanted — збірка класичних і новаторських міні-ігор, представлених у всесвіті FNaF. На даний момент гра налічує 41 міні-гру, що включає перші 3 оригінальні частини, кілька нових рівнів і ультрафіолетові версії всіх рівнів. Всі ці міні-ігри можна пройти у VR- та non-VR-режимах. Геймплей гри будується на збиранні різних касет та монет, розкиданих по грі, за допомогою яких гравець збирає головного антагоніста гри, Глітчтрапа, а також прояснює події, що відбуваються у грі. Також у грі є DLC «Curse of Dreadbear», де можна пройти багато різних міні-ігор на тематику Хелловін.
- Five Nights at Freddy's AR: Special Delivery — гра доповненої реальності, де гравець за допомогою своєї камери і шокера може відбиватися від аніматроніків, що пробралися в будинок, самостійно зібрати власного аніматорика і відправити його своїм друзям. Є секція з листами для гравця, де в деяких листах прояснюються події до Five Nights at Freddy's: Help Wanted.
- Геймплей благодійної гри Freddy in Space 2 є більш удосконаленою версією міні-ігри з FNaF World «FNaF 57: Freddy in Space». Сенс гри — у проходженні платформера та зароблянні очок, які на стримі західного теоретика МетПета були уособленням тієї суми пожертвування Скотта Коутона для лікарні Святого Джуда. Кількість очок, які зібрав МетПет, дорівнюватиме сумі пожертвування. У цю гру можна грати для інших потоків та цілей, благодійний стимул та підключення до будь-якої фактичної суми пожертвування застосовуються лише до цієї конкретної благодійної прямої трансляції.
- Five Nights at Freddy's: Security Breach відбувається в зовсім відмінній від інших ігор обстановці: гравцеві належить переміщатися по всьому закладу, шукаючи спосіб вибратися з нього і уникаючи атак аніматорів, що знаходяться в приміщенні. та єдиної охоронниці. Подібно до FNaF 3, у цій грі деякі аніматроніки при нападі не закінчують гру, а ускладнюють її, видаючи місцезнаходження антагоніста або заважаючи йому (принагідно даючи йому знання про деякі геймплейні елементи). Це єдина (крім UCN) гра, в якій один з аніматроніків — постійний протагоніст, а протагоніст може особисто зламати аніматроніків (які залишаються здатними пересуватися і закінчити гру) і використовувати деякі з їх деталей для вдосконалення аніматроніка-протагоніста. Також у грі є кілька кінцівок.

Ігри «класичної» серії та FNaF: SL вимагають, щоб гравець вижив 5 ночей, кожна з яких складніша за попередню. Після їх проходження стають доступні складніші ночі (6-а і 7-я для «класичної» серії і «Своя ніч» для FNaF: SL).

## Основні елементи

### Відеоспостереження
Можливість використання відеокамер є у всіх іграх, крім FNaF4 та FFPS, і існує для стеження за пересуванням аніматориків. Одночасно можна переглядати лише одну камеру спостереження, а аніматроніки випадково чи навмисно ховаються у сліпих зонах камер. Самі по собі камери примітивні: мала кольорова гама, перешкоди та низька якість. У FNaF 3 на моніторі можна не тільки стежити за аніматором, але і закривати вентиляцію і використовувати аудіосистему. У SL камери є тільки в ніч і секретній кімнаті. У SB камери не є основним ігровим елементом, але дозволяють перевіряти розташування аніматроніків, також вони придбали більш різноманітну гаму кольорів, зберігши при цьому низьку якість, перешкоди і малу частоту зміни кадрів.

### Освітлення
Світло (ліхтарик і маячок) знаходиться у всіх основних іграх, крім FNaF3. Хоча використання залежить від гри, світло зазвичай використовується для відлякування аніматроніка або попередження гравця про його присутність. Світло в перших 2 іграх активується за допомогою кнопок, встановлених у стінах, і світиться у дверному отворі або виході з вентиляції. У 5-й грі також працюють лампи, проте тепер вони встановлюються на панель управління і не служать жодної мети, крім можливості бачити аніматроніка. Ліхтарик у 2-й, 4-й іграх і в FNaF: SB працює так само, як і його реальна копія в житті — він має обмежений термін служби батареї, хоча в четвертій частині термін батареї все так само нескінченний.

### Скрімери
Скрімери є у всіх іграх серії. Саме вони свідчать про поразку гравця. Більшість скрімерів є гучним звуком і «хижою» анімацією, що знаходяться прямо перед обличчям гравця аніматроніків. Деякі скрімери (Золотий Фредді, Кошмар, Кошмаріонн, Зламаний Золотий Фредді в Ultimate Custom Night) довгі, не мають анімації або гучних звуків, через що може здатися, що це баг. Скрімер Золотого Фредді у FNaF 1 і 2 аварійно завершує роботу програми, а скрімери Кошмара і Кошмаріонна у FNaF4 перекидають у головне меню. Скрімери фантомів у FNaF 3, деяких антагоністів UCN і FNaF: SB гру не завершують, але на якийсь час ускладнюють її.

### Міні-ігри
Міні-ігри з'являються у кожній частині, крім першої FNaF та Five Nights at Freddy's: Security Breach. У другій частині вони з'являються при програші (у 10 % випадків) і оповідають про ігрові події в різний час (до, під час і, можливо, після подій FNaF 2), до кінця не розкритих. У FNaF3 міні-ігри діляться на сюжетні та секретні:
- Сюжетні міні-ігри з'являються на ПК-версії після завершення ночей і оповідають про події в проміжку між історіями FNaF 1 і FNaF 3 — про прибуття головного антагоніста серії (творця аніматроніків) у Freddy Fazbear's Pizza, знищення ім та її становленні антагоністом 3-ї частини серії.
- Секретні міні-ігри на ПК-версії вимагають вчинення деяких неочевидних дій, а на мобільній версії наступають після завершення ночей замість сюжетних з ПК-версії і є ігри з подвійним змістом, правильне проходження яких відкриває секретну кінцівку.

У FNaF4 міні-ігри розповідають про хлопчика, якого вкусив аніматронік. У Sister Location є тільки одна міні-гра, де за допомогою аніматроніка Бейбі потрібно роздавати кекси дітям. Правильне проходження гри розкриє справжню причину закриття закладу, де працює гравець, і відкриє доступ до отримання альтернативної кінцівки. У FFPS міні-ігри є в кожному об'єкті піцерії, але проходження деяких з них в «альтернативному» варіанті відкриє одну з кінцівок гри і розповість про деякі події у всесвіті FNaF, що відбуваються переважно до подій серії ігор загалом.

### Телефонні дзвінки
У FNaF 1-3 є телефонні дзвінки від т.н. Телефонного хлопця, одного із співробітників закладу. Ці дзвінки переважно розповідають гравцеві про механіку та сюжет гри, іноді розкриваючи деякі сюжетні деталі: у FNaF 1 стає відомо про його смерть від рук аніматроніків, а у FNaF 3, починаючи з 3-ї ночі, програються касети з інструкціями щодо використання аніматроніків-костюмів. У FNaF 4 внаслідок знаходження протагоніста поза громадським закладом записи ТП як такі не з'являються, проте як великодні яйця було додано спотворений і реверсований запис з 1-ї ночі 1-ї частини франшизи. У Sister Location замість дзвінків є допоміжний штучний інтелект, що вказує на необхідні здійснення ігрових дій, що іноді переривається вказівками головного антагоніста гри. У FFPS у «режимі Спасіння» використовуються записи одного із творців аніматроніків, необхідні для здійснення спасіння. Також записи чути під час справжньої кінцівки. У FNaF: SB штучний інтелект, подібний до нього з FNAF: SL, коментує деякі події та дії гравця.

### Закриття локації
Практично всі ігри серії FNaF закінчуються звільненням протагоніста внаслідок закриття місця роботи, а також закриття відбуваються з інших причин:
- FNaF 1: на момент подій гри заклад закритий через порушення норм санітарії, спричинені знаходженням тіл жертв головного антагоніста всередині аніматроніків (що може стати відомим з пасхалок, а також пояснити посмикування деяких аніматроніків на камерах, починаючи з 4-ї ночі).
- FNaF 2: заклад закривається внаслідок нещасного випадку на святкуванні дня народження одного з відвідувачів під час денної зміни охорони («7-а ніч» гри).
- FNaF 3: заклад ніколи не був відкритий внаслідок пожежі, що сталася за день до відкриття під час «7-ї ночі».
- FNaF 4: найперший заклад з аніматроніками авторства головного антагоніста неодноразово закривався внаслідок нещасних випадків із співробітниками закладу та відвідувачами, останній із яких відбувається з головним героєм гри та є причиною спостереження ним жахів.
- FNaF: SL: заклад, в якому працює протагоніст, раніше закривався нібито через виток газу після всього одного дня роботи і пізніше був повторно закритий внаслідок втечі аніматроніків із закладу з ненавмисною допомогою протагоніста.
- FFPS: незалежно від отриманої кінцівки, керований гравцем заклад закривається через 5 днів після відкриття.
- FNaF: SB: заклад закривається внаслідок дій гравця. Також це єдиний заклад, про майбутнє перевідкриття якого стає відомо у цій же грі (до цього перевідкриття закладу відбулося у FNaF 2 і було початком гри).

## Серія ігор

### Оригінальна
- Five Nights at Freddy's (2014)
- Five Nights at Freddy's 2 (2014)
- Five Nights at Freddy's 3 (2015)
- Five Nights at Freddy's 4 (2015)
- Five Nights at Freddy's: Sister Location (2016)
- Freddy Fazbear's Pizzeria Simulator (2017)
- Five Nights at Freddy's: Help Wanted (2019)
- Five Nights at Freddy's: Security Breach (2021)
- Five Nights at Freddy's: Security Breach - Ruin (2023)
- Five Nights at Freddy's: Help Wanted 2 (2023)
- Five Nights at Freddy's: Into the Pit (2024)
- Five Nights at Freddy's: Secret of the Mimic (2025)

### Спін-оффи
- FNaF World (2016)
- Ultimate Custom Night (2018)
- Five Nights at Freddy's AR: Special Delivery (2019)
- Freddy in Space 2 (2019)
- Security Breach: Fury's Rage (2021)
- Freddy in Space 3: Chica in Space (2023)
- Five Laps at Freddy’s (2026)

## Серія фільмів
- «Five Nights at Freddy's» (2023)
- «Five Nights at Freddy's 2» (2025)

## Серія книг

### Оригінальна трилогія
- Five Nights at Freddy's: Срібні Очі (2015)
- Five Nights at Freddy's: Покручі (2017)
- Five Nights at Freddy's: Четверта Шафка (2018)

### Жахастики Фазбера
- Жахастики Фазбера #1: У басейні з кульками (2019)
- Жахастики Фазбера #2: Хватько (2020)
- Жахастики Фазбера #3: 1:35 (2020)
- Жахастики Фазбера #4: На крок ближче (2020)
- Жахастики Фазбера #5: Клич кролика (2020)
- Жахастики Фазбера #6: Чорний дрізд (2020)
- Жахастики Фазбера #7: Скелі (2021)
- Fazbear Frights #8: Gumdrop Angel (2021)
- Fazbear Frights #9: The Puppet Carver (2021)
- Fazbear Frights #10: Friendly Face (2021)
- Fazbear Frights #11: Prankster (2021)
- Fazbear Frights #12: Felix the Shark (2022)

### Tales from the Pizzaplex
- Tales from the Pizzaplex #1: Lally's Game (2022)
- Tales from the Pizzaplex #2: Happs (2022)
- Tales from the Pizzaplex #3: Somniphobia (2022)
- Tales from the Pizzaplex #4: Submechanophobia (2022)
- Tales from the Pizzaplex #5: The Bobbiedots Conclusion (2023)
- Tales from the Pizzaplex #6: Nexie (2023)
- Tales from the Pizzaplex #7: Tiger Rock (2023)
- Tales from the Pizzaplex #8: B7-2 (2023)

### Графічні романи
- The Silver Eyes (Five Nights at Freddy's Graphic Novel #1) (2019)
- The Twisted Ones (Five Nights at Freddy's Graphic Novel #2) (2021)
- The Fourth Closet (Five Nights at Freddy's Graphic Novel #3) (2021)
- Five Nights at Freddy's: Fazbear Frights Graphic Novel Collection #1 (2022)
- Five Nights at Freddy's: Fazbear Frights Graphic Novel Collection #2 (2023)
- Five Nights at Freddy's: Fazbear Frights Graphic Novel Collection #3 (2023)
- Five Nights at Freddy's: Fazbear Frights Graphic Novel Collection #4 (2024)
- Five Nights at Freddy's: Fazbear Frights Graphic Novel Collection #5 (2024)

### Додаткові книги
- Five Nights at Freddy's: The Freddy Files (2017)
- Five Nights at Freddy's: Survival Logbook (2017)
- Five Nights at Freddy's: The Freddy Files (Updated Edition) (2019)
- Five Nights at Freddy's: The Official Coloring Book (2021)
- Five Nights at Freddy's: Ultimate Guide (2021)
- Five Nights at Freddy's: How to Draw (2022)
- The Security Breach Files (2022)
- Five Nights at Freddy's: Character Encyclopedia (2023)